# Advanced design
L'Advanced Design è un sistema articolato di pratiche del design impiegate per la progettazione di processi, prodotti o servizi per scenari complessi collocati nel futuro.

## Caratteristiche
L’Advanced Design è quella parte delle culture del progetto che si relaziona maggiormente con la futurologia, cercando di raccogliere sotto un unico cappello tutte le metodologie e gli strumenti utili a produrre innovazione continua e visione di lungo termine per la società e le organizzazioni. 
A differenza del disegno industriale, di cui va intesa come una estensione e non in contrapposizione:
- costituisce un approccio più strategico (meno orientato alla soluzione di un problema di mercato attuale);
- solitamente non c’è un committente chiaro con un brief preciso, a monte del processo;
- non riguarda solo un prodotto, ma un sistema (approccio, processo, prodotto, servizio, comunicazione, distribuzione, strategia, ecc);
- si basa sulla costruzione di scenari possibili, probabili, statisticamente potenziali che hanno un respiro di medio termine;
- si coinvolgono pluralità di soggetti nel processo progettuale (design partecipato, design collaborativo);
- si cercano stimoli in ambienti o settori produttivi molto distanti da quello in cui si sta progettando (extreme design).[1]

La cultura dell’Advanced Design è caratterizzata da variabili che la descrivono e la distinguono da altre culture del design. Il quadro di riferimento dell’Advanced Design, che da una parte eredita strumenti e processi dalla tradizione del disegno industriale, ma che è anche influenzato da altre discipline e ha uno spettro di applicazione più ampio, si puù riassumere con questi 12 attributi:
1. Complesso: opera in contesti complessi e incerti;
2. Meta-progettuale: agisce nei primi passi del "front-end" dell'innovazione
3. Sistemico-adattativo: utilizza metodologie adattive, non convenzionali e non lineari, gestisce variabili multiple con un approccio sistemico;
4. Multidimensionale: include multiple dimensioni del progetto, come tempo, spazio, cultura e mercati;
5. Orizzontale: trasversale all'organizzazione, lavora coinvolgendo simultaneamente più dipartimenti aziendali;
6. Anticipatorio: definisce scenari futuri, visioni e proposte;
7. Orientato al processo: intende il design più come un processo che come un risultato finale;
8. Guidato dall'innovazione: non offre necessariamente soluzioni specifiche, ma guida il processo di innovazione;
9. Concettuale: legato ai concetti più che ai dettagli tecnici;
10. Visivo/verbale: ha un grado di astrazione più alto, usa diversi media durante i processi;
11. Orientato alla strategia: supporta la strategia più che il funzionamento o l'applicazione immediata;
12. Multidisciplinare: Richiede la partecipazione di diverse discipline.

La pratica ampia dell’Advanced Design e la sua dimensione strumentale, creano all’interno delle organizzazioni le condizioni per innescare una innovazione che produce benefici concreti. Queste pratiche possono essere categorizzate nelle seguenti 4 aree:
- Gestione della complessità;
- Ricerca di opportunità;
- Molteplicità Progettuale;
- Trasformazione delle organizzazioni.[3]

## Storia

### Precedenti
Nel 1979, l'Olivetti Advanced Technology Center (ATC), fu stabilito a Cupertino negli Stati Uniti, a due isolati dalla sede della Apple. È qui che sono nate le attività di design avanzato: tecnologia avanzata combinata con design italiano dando vita, attraverso la collaborazione con la sede di Ivrea, alla la prima macchina da scrivere elettronica al mondo, la ET101, al primo personal computer europeo, l'Olivetti M20, e successivamente all'M24, il computer che ebbe un enorme successo, grazie alla partnership con AT&T.
Nel 1984, la NASA insieme alla University Space Research Association, lanciò l'Advanced Design Program: un progetto speciale e intensivo concepito per aumentare la componente di design nei programmi di laurea delle scuole di ingegneria. Gli obiettivi del progetto implicano la necessità di rafforzare la competitività tecnologica, aumentare la creatività dei progetti NASA, produrre un'efficace cooperazione tra i centri NASA e le università coinvolte nel progetto, ed espandere le risorse di base per la progettazione aerospaziale. Il progetto ha avuto una durata di oltre 10 anni e ha coinvolto 43 università, estendendosi al settore aeronautico, coinvolgendo direttamente gli studenti con aziende e progetti diretti dalla stessa NASA.
Jodie Forlizzi della Carnagie Mellon University, specializzata in Human Computer Interaction (HCI), propone un corso su Advanced Design Methods in cui espande il fulcro della disciplina dai temi dell'usabilità legati alle relazioni tra utente e sistema, al modo in cui il sistema stesso si colloca socialmente e culturalmente. L'approccio alla disciplina si muove verso la ricerca qualitativa, verso metodi etnografici per comprendere le situazioni e i contesti in cui la tecnologia viene utilizzata. Il corso di Forlizzi utilizza una serie di framework specifici di ricerca sul design, associa metodi qualitativi e visivi e analizza i processi finalizzati alla creazione e pianificazione di una ricerca di design.

### Uso attuale del termine
È possibile definire la nascita dell’Advanced Design a partire dal mutamento del contesto produttivo, economico, sociale e organizzativo in atto attorno agli anni 2010. Un team di ricercatori e docenti del Dipartimento di Design del Politecnico di Milano ha percepito la crisi in atto nell'approccio del Disegno industriale a causa di quattro fenomeni principali: 
- Complessità: l'aumento della complessità di prodotti e servizi dovuta alla crescente intersettorialità dei mercati; il designer industriale non è più in grado di gestire la complessità del prodotto nella sua totalità che devo saper gestire come una blackbox di cui sa disegnare l’interazione con l’utente ma non entra nel merito del processo tecnologico.
- Accelerazione: Il restringersi dei tempi di produzione e consumo di beni e servizi ha determinato la crisi del progetto inteso come un processo lineare definito da un inizio e una fine.
- Mediazione: le professioni che interagiscono con il progetto sono molteplici; il disegno industriale che vede il designer come demagogo che guida autonomamente ognuna delle fasi di progetto non è più realistico. L’Advanced Design prevede che il designer sia un mediatore fra saperi e competenze provenienti dalle discipline economiche, artistiche, umanistiche e tecnologiche e che sia in grado di confrontarsi con professionisti delle suddette scienze.
- Sostenibilità: la limitatezza delle risorse determina un pensiero sistemico al processo di utilizzo sostenibile di materiali. L’advanced designer che progetta su lungo periodo può agire in modo sostenibile nei prodotti e processi.[6]